# OSSOAWIACHIM

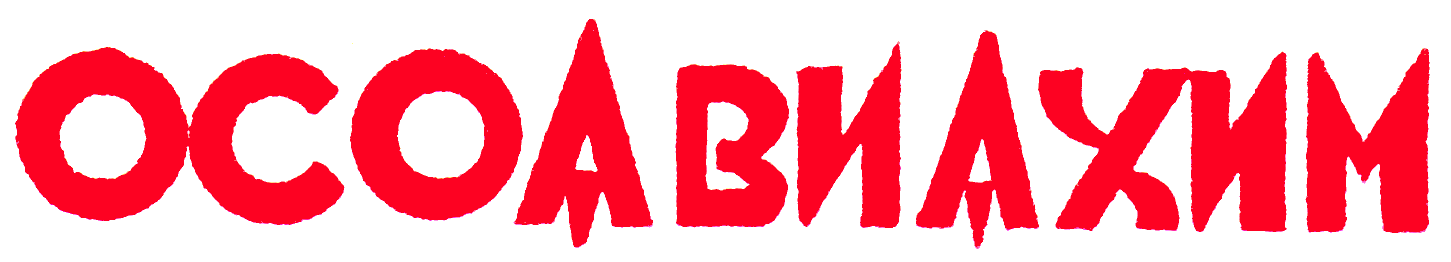
Schriftzug

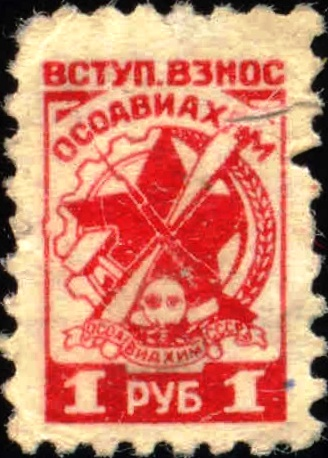
Beitragsmarke mit dem Logo von OSSOAWIACHIM

OSSOAWIACHIM (russisch ОСОАВИАХИМ, kurz für russisch Общество содействия обороне, авиационному и химическому строительству – Obschtschestwo sodeistwija oborone, awiazionnomu i chimitscheskomu stroitelstwu, deutsch Gesellschaft zur Förderung der Verteidigung, des Flugwesens und der Chemie) war eine vormilitärische Massenorganisation in der Sowjetunion. In ihr wurde insbesondere in den 1930er und 1940er Jahren der Nachwuchs an Personal für die sowjetischen Luftstreitkräfte vorgeschult.

## Geschichte
Gegründet wurde sie am 23. Januar 1927 aus dem Zusammenschluss der „Militärwissenschaftlichen Gesellschaft“, der „Gesellschaft der Freunde der Luftflotte“ sowie der „Gesellschaft der Freunde der chemischen Verteidigung und chemischen Industrie“. Die Letzteren beiden hatten zwei Jahre zuvor die Vereinigung AWIACHIM gebildet, davor existierte seit dem 8. März 1923 die „Gesellschaft der Freunde der Luftflotte“ (ODWF).
Die Verbindung von Flugwesen und Chemie, erklärt sich daraus, das in der Sowjetunion wie in anderen Ländern auch in beiden Bereichen die Zukunft revolutionärer Kriegsmittel gesehen wurden.
Im Vorstand der OSSOAWIACHIM befanden sich so bekannte Militärs wie zum Beispiel Semjon Budjonny und Kliment Woroschilow.
1931 wurde verfügt, dass die OSSOAWIACHIM in Zusammenarbeit mit dem Komsomol die Ausbildung von 150.000 neuen Piloten vorantreiben sollte.
Im gleichen Jahr wurden im Rahmen der OSSOAWIACHIM die Gruppierungen MosGIRD und LenGird zur GIRD (Gruppe zum Studium der rückstoßgetriebenen Bewegung) zusammengeführt, welche sich die Erforschung der Stratosphäre mit Hilfe von Raketen zum Ziel setzte. 1933 startete die GIRD die Flüssigkeitsraketen GIRD-09 und GIRD-X. Es entstand ebenfalls eine zentrale Luftschiffbasis.
Die OSSOAWIACHIM beschäftigte auch eine eigene Moskauer Flugzeugkonstruktionsgruppe unter Leitung von Wladimir Gribowski. Diese entwickelte in den 1930er Jahren 17 Segelflugzeug- und 14 Motorflugzeugtypen, darunter den Lastensegler G-11 und das Sportflugzeug G-20. Die Fliegerklubs der OSSOAWIACHIM nutzen auch die Groschew GN-7.
Bei Beginn des Krieges gegen die Sowjetunion rekrutierten sich aus der OSSOAWIACHIM etwa 400.000 dringend benötigte Piloten, Flugzeugmechaniker, Navigatoren und Fallschirmspringer. Im weiteren Kriegsverlauf übernahm die Gesellschaft die Beseitigung von Kampfschäden im Hinterland, beseitigte zerstörte Kriegstechnik und räumte Minenfelder.
1948 wurde OSSOAWIACHIM aufgelöst, an ihre Stelle trat 1951 die DOSAAF, eine Organisation vergleichbar mit der GST in der DDR.